# فرانک اسپدینگ
فرانک اسپدینگ (انگلیسی: Frank Spedding؛ زاده ۲۲ اکتبر ۱۹۰۲ درگذشته ۱۵ دسامبر ۱۹۸۴) یک فیزیک‌دان اهل ایالات متحده آمریکا بود.